# Ludwig Hupfeld AG

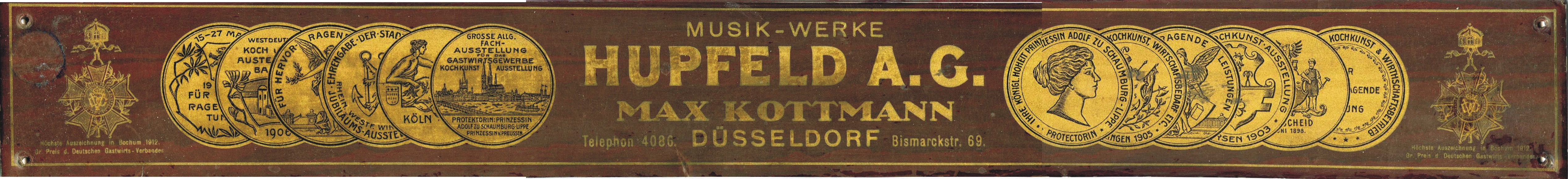
Hupfelds Unternehmensschild mit Händlereindruck in einem Klavier.

Die Ludwig Hupfeld AG war ein in Leipzig ansässiges Unternehmen, das mechanische und selbstspielende Musikinstrumente herstellte und vertrieb. Ihr Gründer war Ludwig Hupfeld (1864–1949).

## Geschichte
Ludwig Hupfeld übernahm am 1. Juli 1892 die zwischen 1880 und 1882 durch J. M. Grob und zwei Gesellschafter gegründete Musikalienhandlung J. M. Grob & Co. in Leipzig-Eutritzsch, die anfangs nur Instrumente verkauft hatte, ab 1886 auch selbstspielende Klaviere und Orchestrien baute. Nach der Übernahme wurde der Firmenname in „Hupfeld Musikinstrumentenwerke“ geändert. Das Unternehmen verkaufte weiterhin Selbstspielinstrumente anderer Hersteller wie das Symphonion, die Kalliope und die selbstspielende Zither Chordephon.

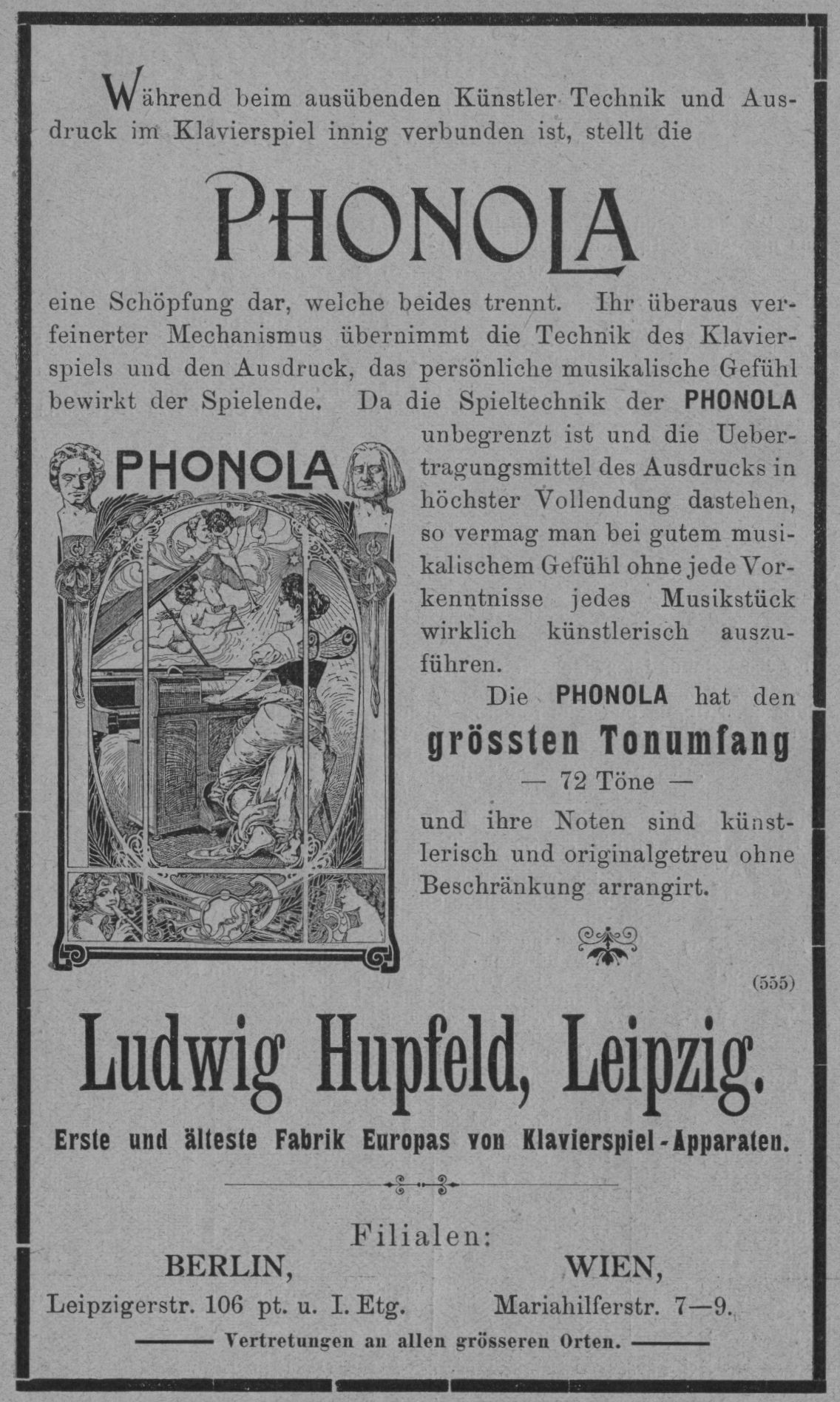
Werbung für das Phonola (1903)

1902 brachte Hupfeld in Konkurrenz zum US-amerikanischen Pianola die Phonola als sogenanntes Kunstspielklavier heraus, das zuerst vor allem als sogenannter Vorsetzer in größeren Stückzahlen verkauft wurde. Wie der Name Pianola in den USA und in Großbritannien, wurde Phonola in Europa zum Synonym für ein selbstspielendes Klavier. Zu den bekannten Phonola-Nutzern gehörte der deutsche Chirurg Ferdinand Sauerbruch. Es folgten 1904 das Phonoliszt als elektrisches Klavier mit künstlicher Betonung vor allem für klassische Musik und eher für den Hausgebrauch, während das Clavitist als Gaststättenklavier nur eine bescheidene Betonungseinrichtung besaß und vor allem für Tanz- und Unterhaltungsmusik ausgelegt war und die Grundlage für die meisten Hupfeld-Orchestrien bildete.
Eine große Herausforderung ergab sich für Hupfeld 1904, als das Freiburger Unternehmen M. Welte & Söhne das erste Reproduktionsklavier der Welt unter der Marke Welte-Mignon auf den Markt brachte. Ludwig Hupfeld benötigte mehr Kapital für die nötigen Investitionen zur Entwicklung und zum Bau neuer Instrumente, daher wurde das Unternehmen in eine Aktiengesellschaft, die Ludwig Hupfeld AG umgewandelt. In Konkurrenz zum „Welte-Mignon“ wurde die Hupfeld Dea entwickelt, ein Reproduktionssystem, das 1908 auf den Markt kam. Später wurde dieses zum Tri-Phonola, einer Kombination von Kunstspiel-, elektrischem und Reproduktionsklavier, weiterentwickelt. Nach 1911 produzierte Hupfeld dann Instrumente, deren Notenrollen sich im Format nach der Buffalo Convention richteten und dann mit dem Zusatz Animatic versehen wurden (Animatic-Clavitist, Animatic-Phonoliszt etc.). Notenrollen wurden mit Animatic (für Phonola), Animatic-S (für Animatic-Clavitist), Animatic-SJ (für Symphonie-Jazz-Orchestrion) und Animatic-T (für Tri-Phonola und Animatic Phonoliszt) bezeichnet.

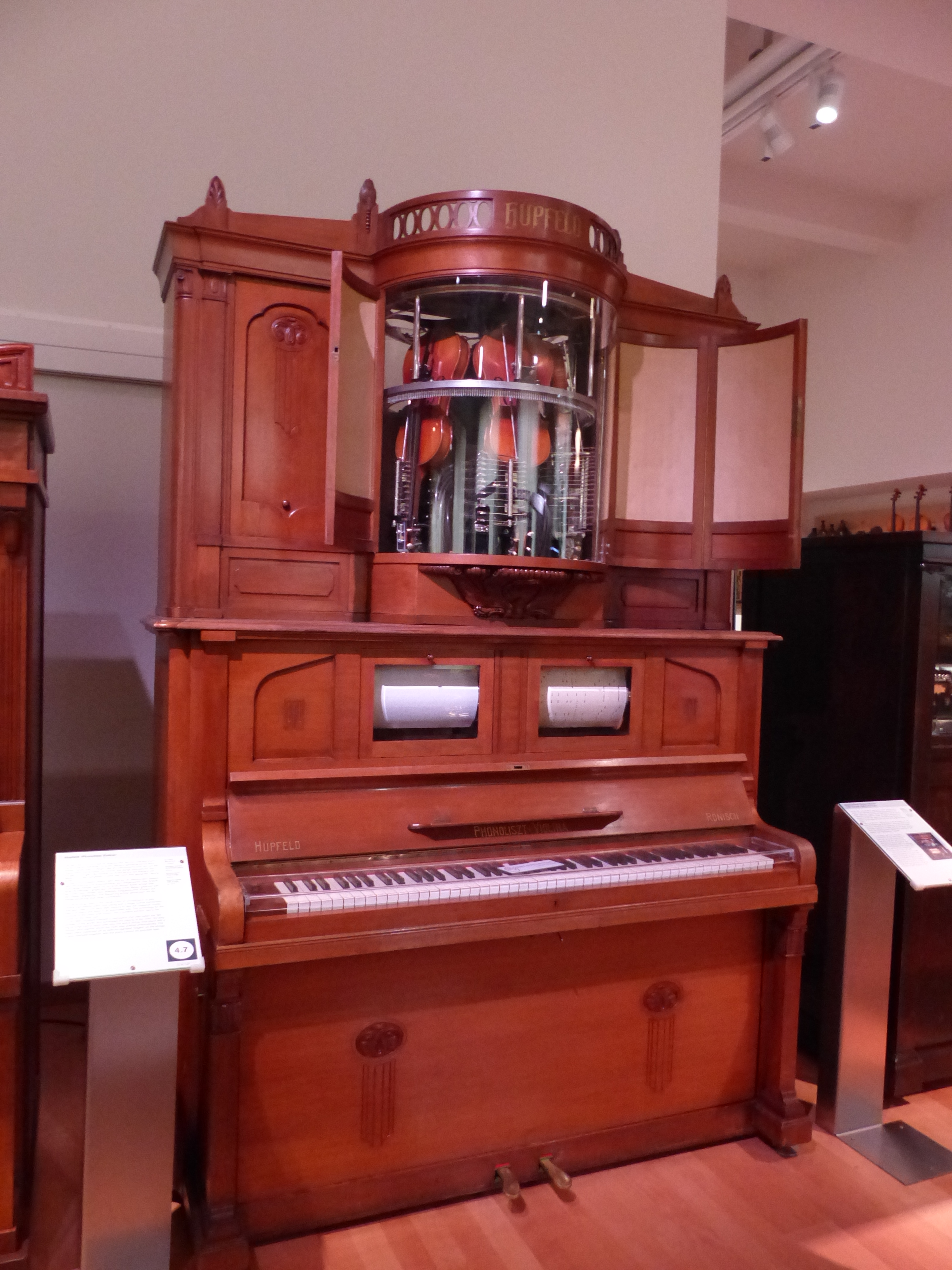
Hupfeld Phonoliszt Violina (Technisches Museum Wien)

1905 oder 1906 stellte die Mills Novelty Company in Chicago, USA, das erste Orchestrion mit einer integrierten Geige vor. Dieses Instrument, die Automatic Virtuosa, hatte im Oberteil eine liegend eingebaute Geige, die Saiten wurden durch vier sich drehende Zelluloid-Scheiben gestrichen. Ab 1909 gab es ein verbessertes Modell, die Violano-Virtuoso.
1908 präsentierte Hupfeld ebenfalls ein Orchestrion mit integrierten Geigen, die von Carl Hennig konstruierte Phonoliszt-Violina. Dies war ein über zwei Meter hohes Instrument mit einem selbstspielenden Klavier im Unterteil, in dessen Oberteil jedoch drei Violinen an einen endlosen rotierenden Geigenbogen gedrückt wurden. Die größeren Instrumente und Orchestrien nannten sich: Sinfonie Jazz, Pan, Phonoliszt-Violina, Dea-Violina, Clavitist-Violina, Pepita, Violina-Orchestra und Helios.
Nach dem Ersten Weltkrieg produzierte Hupfeld auch Kinoorgeln. Über 5 Millionen Notenrollen für die Hupfeld-Musiksysteme wurden im Jahr gefertigt und verkauft. Das Unternehmen produzierte eine große Zahl an Variationen, so ein Phonoliszt-Violina-Orchestrion mit sechs Violinen und einem automatischen Rollenwechsler, der bis zu zehn Rollen direkt hintereinander spielte. Der Zuhörer konnte die Rolle seiner Wahl per Knopfdruck an einem Kästchen an der Wand selbst bestimmen.

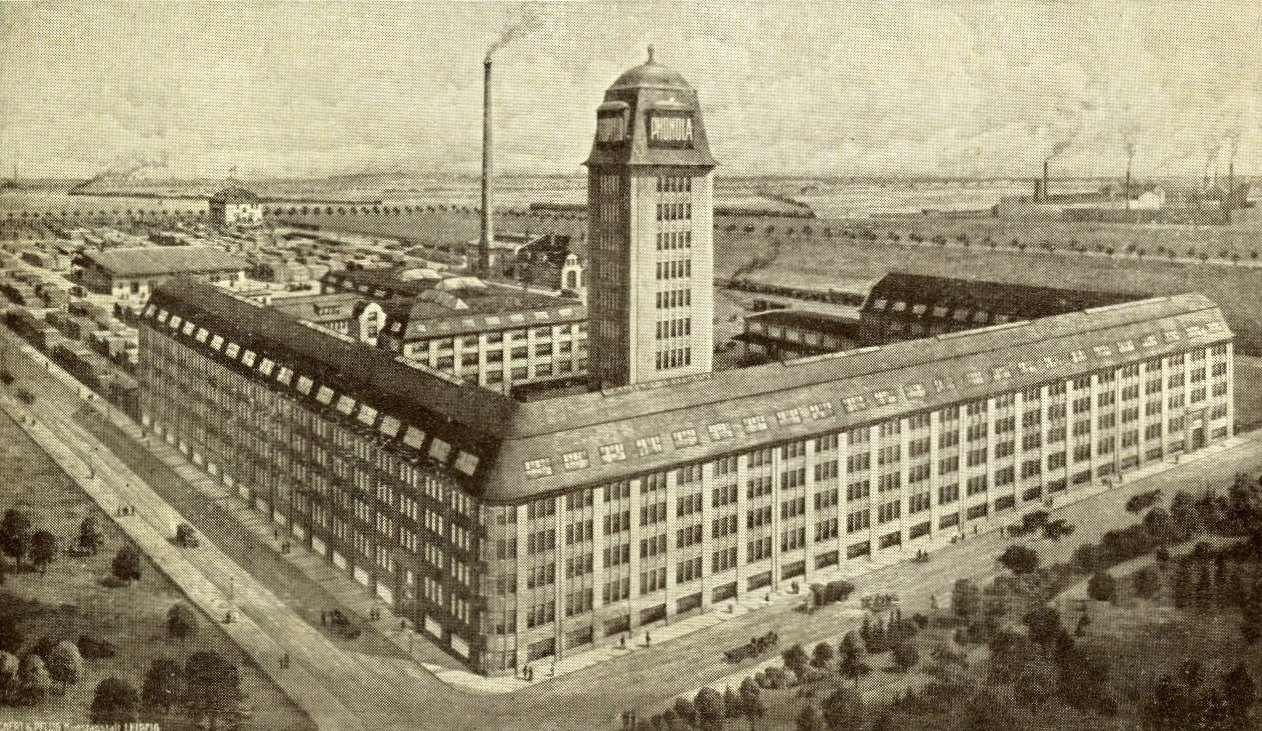
Hupfeld-Werk in Böhlitz-Ehrenberg bei Leipzig

Nachdem der alte Produktionsstandort – Apelstraße 4 in Leipzig-Eutritzsch – endgültig zu klein geworden war, wurde 1910–1911 nach Plänen des Leipziger Architekten Emil Franz Hänsel in Böhlitz-Ehrenberg, einem heutigen Stadtteil Leipzigs, ein neues großes Fabrikgebäude mit ca. 100.000 m² Nutzfläche errichtet, in dem anfangs 1.200, einige Jahre später bis zu 2.000 Beschäftigte arbeiteten und Hupfeld damit zum weltweit größten Hersteller mechanischer Musikinstrumente machten. 1910 wurde in Leipzig das Hupfeld-Haus mit Verkaufsräumen und Konzertsaal eröffnet. Die Ludwig Hupfeld AG übernahm namhafte Klavierfabriken – 1918 die Pianofabrik Carl Rönisch in Dresden, 1920 A. H. Grunert in Johanngeorgenstadt und 1924 Steck in Gotha. Doch der Markt veränderte sich, und die schlechter laufenden Geschäfte zwangen Hupfeld 1926 zur Fusion mit der Leipziger Pianoforte-Fabrik Gebr. Zimmermann, die sich 1904 in Eilenburg niedergelassen hatte und dort über eine große und moderne Fabrikation verfügte. Das Unternehmen firmierte von nun an als Leipziger Pianoforte- & Phonola-Fabriken, Hupfeld – Gebr. Zimmermann AG Eilenburg und unterhielt Standorte in Leipzig, Eilenburg, Dresden und Seifhennersdorf. Das Unternehmen war mittlerweile der größte Pianohersteller Europas.
Gegen Ende der 1920er Jahre brach der Absatz durch die stärkere Verbreitung von Schallplatten und Radios stark ein. Die 1929 einsetzende Weltwirtschaftskrise verschärfte die Probleme so sehr, dass das Eilenburger Werk am 30. Juni 1931 geschlossen wurde. Die Produktion musste 1934 fast vollständig eingestellt werden, es wurden nur noch in bescheidenem Umfang Klaviere produziert. Die Produktionsanlagen wurden im Zweiten Weltkrieg zur Herstellung von Militärbedarf genutzt und durch Bomben sehr stark beschädigt. Nach dem Zweiten Weltkrieg wurde das Unternehmen enteignet, die Produktionsstätten 1949 vom VEB Deutsche Pianounion übernommen. Es wurden jedoch weiterhin Klaviere auch unter der Marke Hupfeld produziert und verkauft.
Nach der Wende erwarb die Klavierfabrik Carl A. Pfeiffer GmbH & Co. KG in Leonberg den Betrieb, der nun als Pianofabrik Leipzig GmbH & Co. KG (Ludwig-Hupfeld-Straße 16) bis zur Insolvenz am 13. August 2009 Instrumente unter den Marken Rönisch und Hupfeld produzierte. Rönisch wurde von der Julius Blüthner Pianofortefabrik übernommen.
Archivgut des Unternehmens befindet sich im Sächsischen Staatsarchiv, Staatsarchiv Leipzig; in den Verzeichnungseinheiten kann darin online recherchiert werden.

## Ausstellungen und Sammlungen von Hupfeld-Musikinstrumenten
- Privatsammlung mechanischer Musikinstrumente von Jost Mucheyer als Teil des Museums/Denkmals Eisen(pulver)mühle in Elstertrebnitz-Oderwitz bei Pegau. Besichtigung nach Anmeldung.[5]

## Links
- 125 Jahre Ludwig-Hupeld AG: Geschichte – Musikinstrumente – Veranstaltungen – Forschung
- Künstlerrollen: Listen mit sämtlichen Titeln